# Генрик Зашкевич
Генрик Адам Зашкевич (пол. Henryk Adam Zaszkiewicz; 21 березня 1926, Сувалки) — польський офіцер міліції й органів держбезпеки ПНР, Познанський воєводський комендант міліції у 1971—1983 роках, член воєводського комітету ПОРП. Брав участь у придушенні повстанського руху та політичних репресіях. У політичній боротьбі стояв на позиціях «партійного бетону».

## Офіцер держбезпеки

### Міністерство
Народився у католицькій робітничій сім'ї. У дев'ятнадцятирічному віці вступив до Равицького повітського управління Міністерства громадської безпеки (МГБ). Починав рядовим охоронцем. У 1945 році вступив у комуністичну ПРП, з 1948 року — член ПОРП.
З квітня 1946 року Зашкевич — оперативник у 3 відділі Познанського воєводського управління. Займався зовнішнім спостереженням за підозрюваними у причетності до антикомуністичного озброєного підпілля. Наприкінці 1949 року отримав перше офіцерське звання хорунжого. З червня 1951 року до липня 1955 року підпоручника Зашкевича призначено начальником 3 відділу Білостоцького воєводського управління МГБ.
3 відділи в управліннях МГБ спеціалізувалися на придушенні опозиції, повстанства та підпілля. Зашкевич забезпечував отримання розвідданих під час ліквідації загонів NSZ у Кольненському повіті. У роки служби у Білостоку встановився зв'язок Зашкевича з офіцером держбезпеки Мирославом Мілевським — майбутнім впливовим членом партійно-державного керівництва, міністром внутрішніх справ ПНР, членом Політбюро ЦК ПОРП.

### Комітет
У грудні 1954 року МГБ розформовано та замінено Комітетом громадської безпеки (КГБ) при Раді міністрів ПНР. З середини 1955 року Зашкевич у званні капітана — у розпорядженні начальника I (розвідка) департаменту КГБ Юзефа Чаплицького. Восени 1956 року Зашкевич — інспектор КГБ у Лодзі.

### Служба
28 листопада 1956 року КГБ скасовано, Служба безпеки (СБ) та громадянська міліція включені в систему МВС. Капітана Зашкевича призначено начальником 3 відділу Лодзинської міської комендатури. З вересня 1962 року у званні підполковника — заступник по СБ коменданта міліції Опольського воєводства (комендантом був полковник Хойнацький, потім полковник Цадер).
З листопада 1969 року до вересня 1971 року полковник Зашкевич — на аналогічній посаді в Бидгощській воєводській комендатурі (комендант — полковник Марцинсковський). На рубежі 1960 — 1970-х років, коли озброєне повстанство давно придушили, а правозахисне дисидентство та новий профрух ще не сформувалися, головною потенційною небезпекою для режиму ПОРП вважалася католицька церква. Основну увагу Зашкевич приділяв контролю над Бидгощською єпархією. Під його керівництвом вишукувалися різні методи стеження — наприклад, установка апаратури під виглядом ремонтних робіт. Успіх був такий, що Зашкевич направив міністру внутрішніх справ Францишеку Шляхцицу подання до нагороди офіцерів, що відзначилися. Міністр відреагував позитивно.

## Познанський комендант

### «Клан» у комендатурі
20 вересня 1971 року Генрика Зашкевича призначено комендантом міліції Познанського воєводства. Змінив генерала бригади Хойнацького, який перейшов на посаду головного коменданта громадянської міліції ПНР.
Полковник Зашкевич був одним із найвпливовіших людей Познані та воєводства. Він належав до оточення першого секретаря воєводського комітету ПОРП Єжи Засади, який своєю чергою входив в оточення першого секретаря ЦК Едварда Герека. Був членом Познанського воєводського комітету ПОРП. Позиції Зашкевича зміцнював зв'язок із генералом бригади Мілевським, який фактично очолював МВС як заступник політично слабкого міністра Станіслава Ковальчика.
Навколо Зашкевича у комендатурі склався своєрідний «силовий клан». Головну роль у цій групі грали заступники Зашкевича з СБ — полковник Камінський, полковник Тшибінський — особливо заступник з адміністративно-господарської частини полковник Конечни. Згодом дослідники зазначали, що розвинена клановість і висока участь сприяли різним зловживанням — від пияцтва до фінансово-майнових махінацій.

### Політичне протиборство
Період служби Генрика Зашкевича охоплював різні політичні режими — Берута, Гомулки, Герека. Він був повністю лояльний владі, та його світогляд склалося у сталінський період 1940 — 1950-х років. Як і майже всі великі міліційні чини, полковник Зашкевич дотримувався ортодоксально-комуністичних поглядів. Він вкрай негативно сприйняв події 1980 року, страйковий рух, створення незалежної профспілки Солідарність і приєднався до «партійного бетону».
У Познані склалася специфічна ситуація. Противником консервативно-бюрократичних сил виступав не лише регіональний профцентр, а й новий перший секретар воєводського комітету ПОРП Едвард Скшипчак — переконаний прихильник співпраці із «Солідарністю». Для Зашкевича ситуація ускладнювалася тим, що Скшипчак активно домагався оновлення керівних кадрів й ініціював розслідування корупційних зловживань. На конференції познанської парторганізації у червні 1981 року Зашкевича не обрали до воєводського комітету.
У протистоянні з першим секретарем Скшипчаком комендант Зашкевич вступив до альянсу з консервативним Познанським воєводою Станіславом Цозасем (у молодості поручником МГБ). Скшипчак висував конкретні претензії, пов'язані з правопорушеннями при будівництві вілл Зашкевича, Цозася і Конечни (у випадку Зашкевича йшлося про неоплачене будівництво особняка в Тучно). Його противники відповідали ідеологічними звинуваченнями у «відступництві від лінії партії» та «потуранні антисоціалістичним силам». У жовтні 1981 року Цозася зняли з посади воєводи. Проте вимогу Скшипчака замінити міліційного коменданта проігнорували (згодом Скшипчак розповідав, що йому не раз пропонували «договоритися з Генриком за пляшкою»). Протекцію Зашкевичу надав могутній Мілевський.

### Під час воєнного стану
13 грудня 1981 року у Польщі ввели воєнний стан. Влада перейшла до Військової ради національного порятунку та неформальної «Директорії» на чолі з генералом армії Войцехом Ярузельським — першим секретарем ЦК, прем'єр-міністром і міністром оборони. Комендатура полковника Зашкевича брала активну участь у репресіях проти «Солідарності».
Було захоплено штаб-квартиру Познанського профцентру, затримано й інтерновано 186 активістів (серед них Януш Палубицький, Марек Ленартовський, Лех Димарський, Юліан Зидорек, Богдан Цишак, Мацей Геннеберг, Яцек Кубяк, Ізабелла Цивінська. Протягом 1982 року познанська міліція та СБ затримали з політичних мотивів понад 350 осіб, провели понад 600 обшуків. Полковник Зашкевич за посадою перебував в органі надзвичайного управління — Воєводському комітеті оборони.
Драматичні події відбулися в Познані 13 лютого 1982 року. Підпорядкований комендатурі підрозділ ЗОМО атакував протестувальників на площі Адама Міцкевича біля Познанських хрестів — пам'ятника загиблим у Познанських протестах. Сталося зіткнення, масове побиття, було вбито журналіста Войцеха Цеслевича. Після цього пам'ятник взяли у постійне міліційне оточення. Опубліковані документи підтвердили повну поінформованість Зашкевича, його керівну участь у прийнятті рішень.
У травні 1982 року Едварда Скшипчака знято з посади першого секретаря та він незабаром поїхав у багаторічне африканське відрядження. Відомо, що зняття Скшипчака ініціював Мілевський на рівні Політбюро. Генрик Зашкевич на посаді познанського коменданта міліції залишався до весни 1983 року.

## Відставка та «династія»
31 березня 1983 року полковника Зашкевича перевели до центрального апарату МВС — у розпорядження кадрового департаменту (Познанське управління МВС до 1990 року очолював полковник Стоцький). Через три місяці очолив опергрупи у II (контррозвідці) департаменті МВС. Був відряджений у СРСР, перебував в опергрупі Wisła при посольстві ПНР у Москві. За наявними відгуками, завдання полягало у спостереженні за польськими громадянами на радянській території.
З серпня 1987 року Генрик Зашкевич знову у розпорядженні кадрового департаменту. Звільнений на пенсію 15 квітня 1989 року — практично відразу після Круглого столу, незадовго до перемоги «Солідарності» на альтернативних виборах.
У сім'ї Зашкевичів утворилася своєрідна «династія». Халіна Забдир, дочка полковника Зашкевича, за освітою журналістка, психолог і політолог, закінчила Академію МВС, вступила на службу до СБ, мала звання поручника. Займалася виданням міністерської літератури та «політичним вихованням» офіцерів, проте прохання про переведення в оперативну службу було відхилено. У 1990 році, під час перетворення ПНР на Третю Річ Посполиту та відповідної реформи МВС, поручника Забдир-Зашкевич звільнили. Вона намагалася заперечити звільнення, називаючи його політично мотивованим через службу батька, але кваліфікаційна комісія залишила рішення в силі.